# Зворницкий санджак
Зворницкий санджак — административная единица (санджак) в Османской Боснии. Существовал с 1460-е/1478 по 1878 годы. Центром санджака был город Зворник, а в XVII веке переместился в Нижнюю Тузлу.

## История
В 1459 году турки захватили Сербию, в 1463 году Боснию. В 1463—1479 годы Хорватия, Далмация, Босния, Герцеговина, Сербия стали ареной войны между Турцией и её противниками. В ходе этой войны турки укрепляли свою власть в регионе, а в 1482 году присоединили Герцеговину.
Для укрепления своей власти в подринье османы создали Зворницкий санджак. Дата его создания вызывает споры. С одной стороны, он считается третьим (после Боснийского и Герцеговинского) созданным на территориях будущей Боснии и Герцеговины. Башагич утверждал (вероятно, опираясь на данные С Мувекита), что в 1461 году Али-бег Михал-оглу был главой санджака. Милан Прелог ставил под сомнение датировку 1461 годом и предполагал, что санджак был основан в 1462 или 1463 году. И хотя не известна точная дата захвата Зворника османами, с 1462 году Зворник, Сребреница и их окрестности упоминаются как турецкие владения. Также известно, что первый глава Зворницкого санджака Али-бег Михал-оглу в ноябре 1460 года правил в Видинском санджаке, откуда переведен в Смедеревский санджак. А значит, что в 1461 году Али-бег Михал-оглу не мог возглавлять Зворницкий санджак. Исследователи, сопоставляя данные турецких переписей, пришли к выводу, что Зворник, Сребреница с Сребреником, Кушлатом, Шубином, Соколом составлявшие ядро Зворницкого санджака, первоначально входили в Смедеревский санджак. И выделение Звонрницкого санджака произошло между февралем 1476 и январем 1478 года.
Первоначально санджак включал нескольких нахий и городов бывшего Смедеревского санджака в Подринье, в основном на левой стороне реки Дрины: Сребреницу, Зворник, Куслат, Шубин и на правой стороне Дрины Крупань, Бохорину, Ядар, Птичар, Раджевину. После захвата в 1512/1515 году Сребреницкой бановины эта территория была включена в состав Зворницкого санджака. Между 1528 и 1533 годом из Смедеревского санджака была передана Мачва.
После создания Зворницкий санджак входил в состав эялета Румелия, но после захвата в 1541 году турками Буд он был передан в состав Будского эялета. В 1580 году после создания Боснийского эялета санджак был передан в него.
В 1804 году началось первое сербское восстание и ряд нахий вошло в состав сербского княжества.

## Административное деление и население
В 1850-е годы санджак состоял из 9 нахий. В 1851 и 1852 годы в Боснийском эялете прошла перепись мужского населения. А. Гилфердинг считал её не совсем точной, но считал, что перепись позволяла оценить соотношение христианского и мусульманского населения.
| Центр нахии  | Число домов христиан | Число христиан-мужчин | Число домов мусульман | Число мусульман-мужчин |
| ------------ | -------------------- | --------------------- | --------------------- | ---------------------- |
| Нижняя Тузла | 1.006                | 3.555                 | 3.076                 | 10.089                 |
| Горная Тузла | 117                  | 781                   | 944                   | 2.896                  |
| Зворник      | 1.612                | 5.228                 | 1.726                 | 5.324                  |
| Биелина      | 3.537                | 10.760                | 1.541                 | 4.284                  |
| Брчко        | 1.151                | 4.822                 | 643                   | 2.388                  |
| Градачац     | 6.896                | 20.117                | 4.747                 | 16.002                 |
| Маглай       | 1.623                | 6.023                 | 960                   | 3.359                  |
| Кладань      | 191                  | 788                   | 518                   | 1.640                  |
| Сребреница   | 1.616                | 6.951                 | 1.702                 | 6.942                  |
| Всего        |                      |                       |                       |                        |

А. Гилфердинг со ссылкой на католический «Shematismus almae misionariae provinciae Bosnae Argentinae» утверждал, что в 1855 году в нахиях: 1) Нижняя Тузла и Горная Тузла проживало 742 семьи католиков (иначе 5.718 человек мужского и женского пола) и примерно такое же количество православных 2) Брчко было 895 семей (то есть 7,938 человек) католиков, православные составляли меньшинство, 3) Градачач 1.767 семей (то есть 13.525 человек), православные составляли меньшинство, 4) в нахиях Зворник, Биелина, Маглай, Кладань, Сребреница проживали только православные христиане.